# Silene sordida
Silene sordida är en nejlikväxtart som beskrevs av Hub.-mor. och Reese. Silene sordida ingår i släktet glimmar, och familjen nejlikväxter. Inga underarter finns listade i Catalogue of Life.